# Dimitrios Papadopoulos (zapaśnik)
Dimitrios Papadopoulos (ur. 9 stycznia 1992) – grecki zapaśnik walczący w stylu klasycznym. Dwudziesty na mistrzostwach świata w 2014. Dwunasty na mistrzostwach Europy w 2021. Zajął 22. miejsce na igrzyskach europejskich w 2015. Wicemistrz śródziemnomorski w 2014 i 2016. Wicemistrz świata w zapasach plażowych w 2014 roku.